# Кућа Радојичића у Чучугама
Кућа Радојичића у Чучугама, Општина Уб, је стара сеоска кућа породице Радојичић претекла из 19. века.

## Изглед куће
Кућа Радојичића је троделна полубрвнара, правоугаоне основе димензија 9,80 х 8,18m подигнута на високим каменим темељима, код које је због нагиба терена формиран простран подрумски простор испод половине куће. Зидови “куће”, урађени су од масивних унизаних талпи док су собе урађене у бондруку са испуном од шепера. Кров је четворосливан а покривач бибер цреп. На крову је један димњак који није добро реконструисан. Кућа има четири прозорска отвора која се затварају са двокрилним једнодуплим крилима и дрвеним капцима између којих се налазе металне решетке. На талпама су урађена два отвора, две “пушкарнице” које су изведене и у каменим зидовима подрумског простора. Под у “кући” је од земљаног набоја, а у собама је урађен од опеке. Огњиште које се налази уз преградни зиди имало је отвор, који се некада назио у зидној површини, преко кога су се загревале собе.
По казивању некадашље власнице, кућа је некада имала само једну собу која је касније подељена на две. У “кући” је сачувана отворена водница где су некада стајале видрице, стари орман, преклад а изнад огњишта “воза”. Стара кућа је једини стамбени простор ове окућнице која је данас окружена са неколико нових економских зграда. Изнад куће су остаци мање помоћне зграде, која је била урађена од поплета, за коју садашња власница каже да је била у функцији млекара. Такво извођење млекара представља реткост за ове крајеве и ако би се накнадним истраживањем то потврдило онда би он поред куће био још једна изузетно вредна зграда која би се обавезно реконструисала. Кућа Радојичића је најочуванија троделна полубрвнара ових крајева и предстсавља најзаступљеније типско решење стамбеног простора овог подручја.
Домаћинство је у запуштеном стању, пошто нико у њему не живи.